# Chảy máu đường tiêu hóa
Chảy máu đường tiêu hóa, hay xuất huyết đường tiêu hóa (gastrointestinal bleeding, GIB) là tất cả các dạng chảy máu trong đường tiêu hóa, từ miệng tới trực tràng. Khi có một lượng máu bị mất đi đáng kể trong thời gian ngắn, các triệu chứng bao gồm nôn ra máu đỏ hoặc máu đen, phân có máu đỏ hoặc đen. Chảy máu lượng nhỏ trong một thời gian dài có thể gây ra thiếu máu do thiếu sắt gây cảm giác mệt mỏi, đau thắt ngực. Các triệu chứng khác có thể bao gồm đau bụng dưới, thở dốc, da nhợt nhạt, hoặc ngất xỉu. Những người bị chảy máu với lượng nhỏ có thể không có triệu chứng nào.
Chảy máu đường tiêu hóa được chia làm hai loại chính: chảy máu phần trên đường tiêu hóa và chảy máu phần dưới đường tiêu hóa. Lý do chảy máu phần trên bao gồm: Viêm loét dạ dày hành tá tràng, giãn tĩnh mạch thực quản do xơ gan và ung thư gan. Lý do chảy máu phần dưới bao gồm: trĩ, ung thư, viêm ruột và các bệnh khác. Chẩn đoán thường bắt đầu bằng kiểm tra tiền sử y học, khám sức khoẻ cùng với xét nghiệm máu. Chảy máu lượng nhỏ có thể chẩn đoán bằng cách xét nghiệm phân. Nội soi ống tiêu hoa có thể tìm ra vùng bị chảy máu. Hình ảnh y khoa có thể dùng để hỗ trợ chẩn đoán.
Điều trị ban đầu tập trung vào hồi sức có thể bao gồm truyền dịch tĩnh mạch và truyền máu. Truyền máu chỉ nên thực hiện khi chỉ số hemoglobin ít hơn 70 hoặc 80 g/L. Điều trị với các thuốc ức chế bơm proton, octreotide, và kháng sinh có tác dụng trong một số trường hợp. Với các bệnh nhân bị giãn tĩnh mạch thực quản, có thể phải dùng ống thông khí cầu thực quản. Nội soi thực quản, dạ dày, tá tràng hoặc nội soi đại tràng thường được áp dụng trong vòng 24 giờ và có thể hỗ trợ điều trị cũng như chẩn đoán.